# Snellens mineermot
De snellens mineermot (Stigmella zelleriella) is een vlinder uit de familie dwergmineermotten (Nepticulidae). De wetenschappelijke naam is als Nepticula zelleriella voor het eerst geldig gepubliceerd in 1875 door Pieter Snellen.
De soort komt voor in Europa.